# Arturo Rodas
Arturo Rodas (Quito, 3 maart 1954) is een componist van Frans-Ecuadoraanse herkomst. Hij geldt als een van de toonaangevende componisten van zijn generatie in Ecuador.

## Leven
Hij begon zijn muzikale studies aan het Nationaal Conservatorium in Quito, waar hij privéles kreeg van Gerardo Guevara. Van 1979 tot 1984 studeerde hij aan de Parijse École Normale de Musique, waar hij afstudeerde in contrapunten. Tegelijkertijd studeerde hij samen met Mesías Maiguashca elektro-akoestische muziek aan de CERM in Metz, volgde korte cursussen aan de IRCAM in Parijs, en aan het muziekcentrum Acanthes in het zuiden van Frankrijk in de zomer van 1983. Zijn meest invloedrijke leraren zijn Yoshihisa Taira, Luciano Berio en Ginette Keller. Rodas studeerde gedurende zes jaar in Parijs dankzij een beurs van de Franse regering en een subsidie van de UNESCO.
Terug in Quito doceerde hij compositie aan het conservatorium. Tegelijkertijd werkte hij als muziekcriticus en gedurende 3 jaar was hij redacteur van het muziektijdschrift Opus (Banco Central del Ecuador). Enkele van zijn orkestrale werken werden uitgevoerd door het Nationaal Symfonieorkest van Ecuador onder leiding van Álvaro Manzano.
Later onderwees Rodas compositie aan de universiteit van Cuenca. Hij woonde achtereenvolgens in Ecuador (Quito, Tiputini, La Libertad, Cuenca, Celica, Guayaquil), Panama (Panama-Stad) en Frankrijk (Parijs, Metz). Sinds 1989 woont hij in Londen, alleen gedurende het schooljaar 1998 - 1999 verbleef hij in Rome.

## Composities
- Entropía - voor orkest
- Andino III - voor fluit
- Arcaica - voor percussie en orkest
- Mordente - voor 4 klarinetten
- Clímax - voor orkest
- Espacios invertidos - voor percussie
- Ramificaciones temporales - voor klarinet
- Güilli-Gu - voor orkest
- Fibris - voor orkest
- ¡ Oh ... !  - voor trompet
- Melodía de cámara - voor kamermuziek
- ¡ Oh ... ! - voor piano
- Obstinado - voor cello
- Obsesiva - voor orkest en elektro-akoestische muziek
- Introitus - voor orkest en koor
- Kyrie - voor orkest en koor
- La - voor orkest en koor
- A, B, C, D - voor strijkkwartet
- Había una vez (eenmaal) - kamermuziek en koor
- Andante voor saxofoon, piano en percussie
- Obstinado II - voor cello
- Andino IV - voor fluit
- Espacios invertidos II - voor percussie
- Mordente II - voor 4 klarinetten
- Lieder - voor percussie
- Full Moon Business - kamermuziek
- 24.5 preludes - voor piano
- Bailecito - elektro-akoestische muziek
- Fermez les yeux svp (sluit je ogen aub) voor elektro-akoestische muziek
- El llanto del disco duro voor elektro-akoestische muziek
- Buñuelos - voor trompet
- Mandolínico - voor mandoline
- Laúdico - voor luit
- Laúdico - voor gitaar
- Ta-i-a-o-a: voor sopraan
- El árbol de los pájaros (de vogel boom) opera zonder zangstem, voor de instrumenten voor orkest
- Il était une fois (eenmaal) - voor koor
- Sol-fa-mi re-e-do-o-la - voor koor
- Pan comido - voor piano en elektro-akoestische muziek
- Fermez les yeux svp voor elektro-akoestische muziek en film
- Life Class 2005 voor elektro-akoestische muziek en film
- Organillo - voor orgel
- The Walk (de wandeling) - voor sopraan, elektro-akoestische muziek en film
- Reflejos en la noche - voor piano
- Anónimo (anoniem) - voor fluit, Engelse hoorn, klarinet en cello
- Papeleo sin fin - voor countertenor
- Ricercare - voor 3 percussie
- Fuga atonal I - voor hobo d’amore en piano
- Fuga atonal I - voor hobo en piano
- Fuga atonal II - voor strijkkwartet